# 2009年の気象・地象・天象
2009年の気象・地象・天象（2009ねんのきしょう・ちしょう・てんしょう）では、2009年（平成21年）の気象・地象・水象・天象に関する出来事について記述する。
なお、2009年の地震については「Category:2009年の地震」を、2009年の台風については「2009年の台風」を参照のこと。
2008年の気象・地象・天象 - 2009年の気象・地象・天象 - 2010年の気象・地象・天象

## 概要

### 天候
日本
- 年初の冬（前年12月〜2月）の気温は平年より1度高い。
- 春（3月〜5月）の気温は奄美沖縄以外平年より1度高い。
- 夏（6月〜8月）の気温は21世紀の中では2回目の冷夏で平年を1度ほど下回っていた。
- 秋（9月〜11月）の気温は平年並み。ただし、9月は真夏日が零の地域が多く、2002年以来の気温の低い9月で残暑の厳しさはない。
- 年末の冬（12月）の気温は平年並みだった。

世界

### 地震・火山
2009年の地震も参照。
- 東日本太平洋側（関東・東北・北海道）の地震活動が活発であったほか、静岡県付近でも活動が活発化した。[1]

## できごと

### 1月
- 1月3日-5日 - 年間三大流星群のひとつ「しぶんぎ座流星群」を観測 [2][3]。
- 1月4日
  - ニューギニア島西部で、午前4時43分、マグニチュード(Mw)7.7の地震が発生。死者5人以上。気象庁は、同日午前10時8分、太平洋沿岸に津波注意報を発表。小笠原諸島の父島で最大40センチの津波を観測した [4][5][6][7]。
  - ギリシャ南部でマグニチュード(mb)4.3の地震が発生、死者1人。
  - コスタリカでMw 6.1の地震。死者23人以上、行方不明者17人以上。
- 1月23日-24日 - スペイン北部からフランス南西部にかけて、発達した低気圧による暴風雨に見舞われた。建物の崩壊などにより少なくとも15名が死亡。フランスでは、約170万戸が停電した [8][9][10][11]。（ベルリン自由大学による低気圧命名ではKlaus=クラウス）
- 1月26日 - インドネシアのジャワ島西部などで金環食を観測 [12]。
- 1月28日-30日 - オーストラリア・メルボルンで、気温が3日連続43度超を記録。1月下旬から2月初頭にかけて、オーストラリア南部が記録的熱波に見舞われ、各地で気温が40度超に達した。アデレードでも、28日に45.7度を記録し、約70年ぶりに記録を更新した [13][14][15]。
- 1月30日 - WHOは、コレラが流行するジンバブエで、感染者が6万人を超え、死者は3,161人に達したと発表した[16]。

### 2月

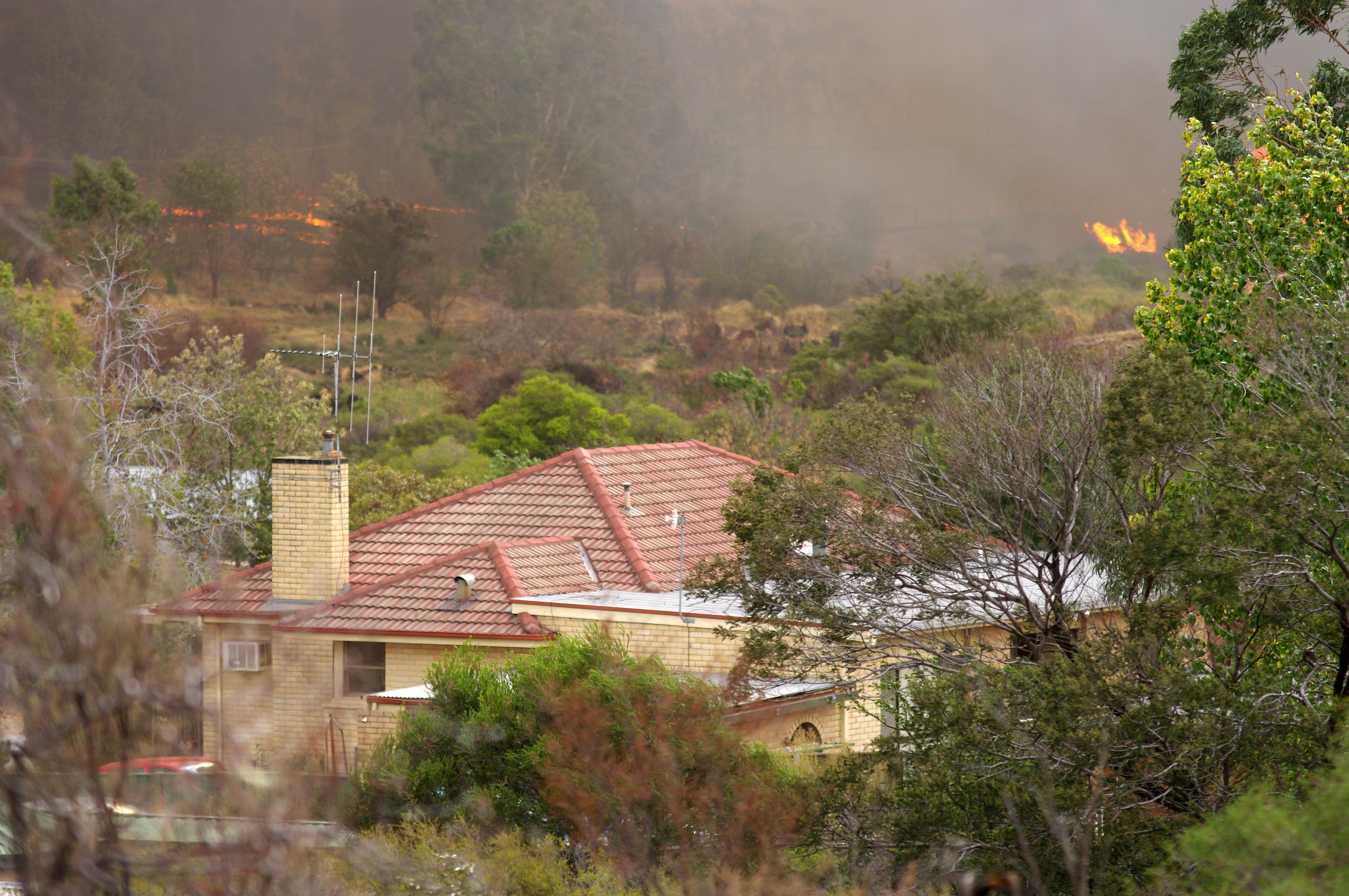
街を襲う山火事、オーストラリアビクトリア州にて。

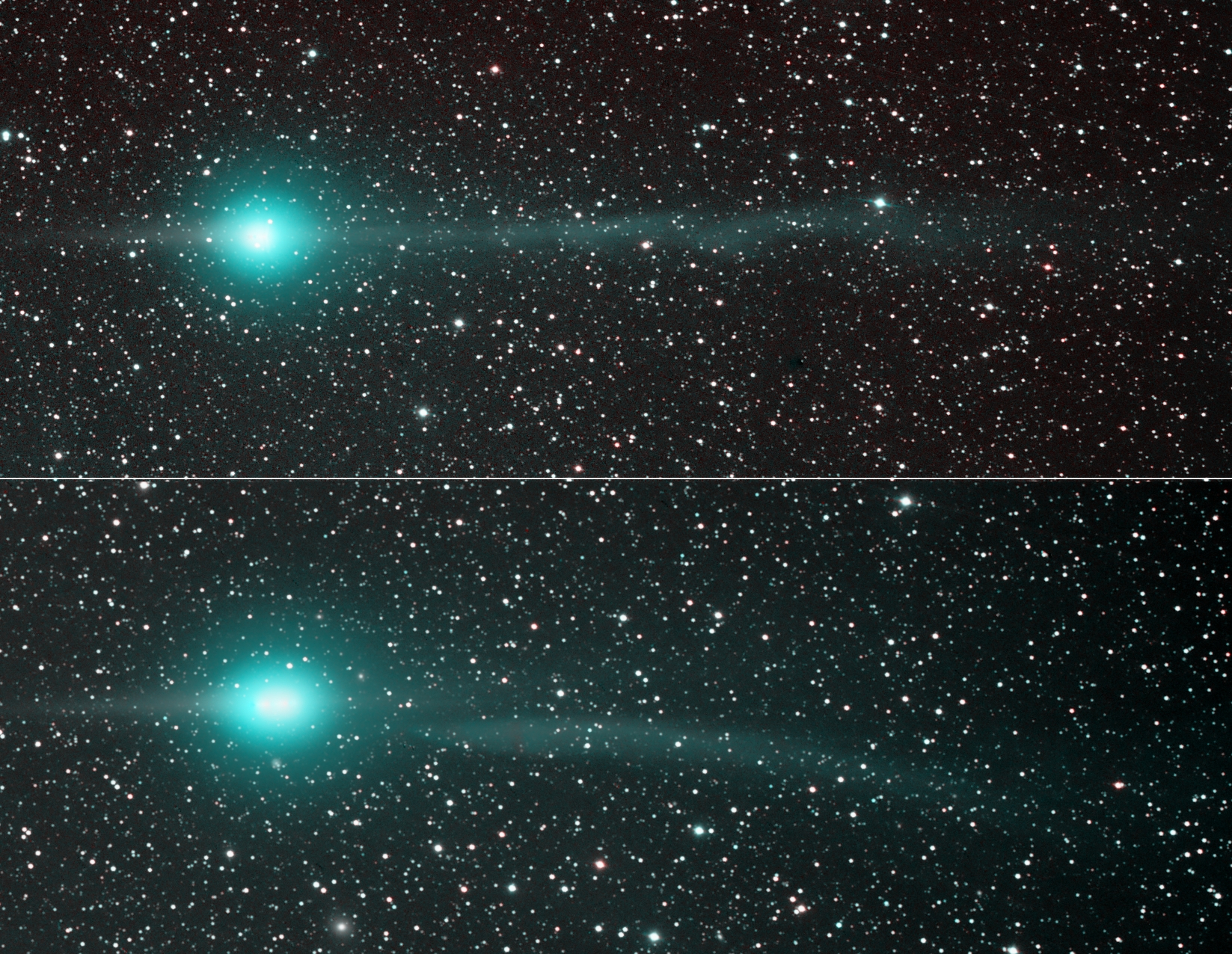
ルーリン彗星

- 2月1日 - 西ヨーロッパで20年ぶりとも言われる大雪、交通機関に乱れ。ロンドンでは18年ぶりに10cmの積雪[17]。
- 2月5日 - 中国東北部や華北の広範囲で干ばつが続いていることを受けて、同国政府が制度の制定以来初めて一級干ばつ緊急警報を発表した。山西省、山東省、安徽省、河南省では昨年11月以来の降水量が2割以下になるなど、小麦の産地が大きな被害を受けており、被害面積は9,500万ha以上に上っている。また、北京など北部の都市では100日以上雨が降らないなど、30年ぶりの少雨となっている[18][19]。
- 2月7日-3月14日 - オーストラリアのニューサウスウェールズ州・ビクトリア州で大規模な山火事が発生。特にビクトリア州の被害は、死者210人、焼失家屋2,000棟以上、焼失面積421,000ヘクタールに達し、オーストラリア史上最悪の惨事となった。2月7日にメルボルンで最高気温46.4℃を観測するなど記録的熱波が続いていたことや、放火などが原因と考えられている [20][21][22][23]。
- 2月11日 - 日本時間午前1時56分ごろ、アメリカの民間通信衛星イリジウム33号とロシアの軍事通信衛星コスモス2251号がシベリアのタイミル半島上空約776kmで衝突、多数のスペースデブリが発生した。大きな人工衛星同士が偶然衝突したのは史上初[24][25][26][27]。
- 2月12日 - インドネシアスラウェシ島北部でM7.4の地震、40人以上が負傷、500棟以上が被害を受けた[28]。
- 2月24日 - ルーリン彗星、地球に最接近。地球への接近は数万年に1度といわれている [29][30]。

### 4月
- 4月6日 - ラクイラ地震。イタリア中部のアブルッツォ州ラクイラ付近で発生した地震で、マグニチュード6.3を記録した。一週間後の13日までに確認された死者は294人にのぼった。10,000〜15,000棟の建物が被害を受け、約55,000人が帰宅できない状況が続いた [31][32]。
- 4月17日 - アフガニスタン南東部でマグニチュード(mb)5.4の地震。死者19人以上。

### 5月
- 5月28日 - ホンジュラス北方でマグニチュード(Mw)7.3の地震。死者7人以上。

### 6月
- 6月14日 - カザフスタン東部でマグニチュード(Mw)5.4の地震。死者1人。

### 7月
- 7月9日 - 中国雲南省でマグニチュード(Mw)5.7の地震。死者1人。
- 7月22日 - 21世紀最長の皆既日食を観測。インド北部から始まった皆既日食は、中国の武漢、上海を通り日本の南西諸島、硫黄島付近へと移動。北硫黄島付近の洋上では最も長い6分39秒間観測した。一方、陸上では最も長い6分25秒間観測できるとされたトカラ列島の悪石島では、風雨が強まり、天候に恵まれなかったが、日本の陸地で皆既日食が見られるのは1963年7月21日の北海道以来46年ぶり。次回、日本で見られるのは26年後の2035年9月で、北陸地方や北関東で見られる。[33][34]。

### 8月
- 8月7日 - 平成21年台風第8号が台湾に上陸し、八八水災が起こった[35]。
- 8月8日 - 中国四川省でマグニチュード(mb)3.7の地震。死者2人以上。
- 8月14日 - 富士山の南側斜面で落石が発生。富士宮口5合目で前日夜から駐車していた小型キャンピングカーに直撃し、車内にいた男性1人が死亡[36]。この駐車場では前年6月にも同様の落石が落ちてきているのを静岡県は確認していたが、前代未聞の事故とされている。
- 8月11日 - 駿河湾でマグニチュード6.5の地震。死者1人。
- 8月12日-13日 - 年間三大流星群のひとつ「ペルセウス座流星群」を観測 [37]。

### 9月
- 9月2日 - インドネシア、ジャワでマグニチュード(Mw)7.0の地震。死者81人以上。
- 9月21日 - ブータンでマグニチュード(Mw)6.1の地震。死者11人以上。
- 9月29日 -（日本時間30日） サモア諸島付近を震源地とする。マグニチュード8.3の地震が発生、死者192人以上。気象庁が太平洋沿岸に津波注意報を発表。
- 9月30日 -スマトラ島沖地震が発生。マグニチュード 7.6、死者1117人以上。

### 10月
- 10月8日 - 台風18号が知多半島付近に上陸、東日本を北東に進み、石巻市付近から三陸沖に抜けた。
- 10月23日 - アフガニスタンでマグニチュード(Mw)6.2の地震。死者5人。

### 11月
- 11月9日 - インドネシアでマグニチュード(Mw)6.6の地震。死者2人。
- 11月17日-18日 - しし座流星群を観測 [38]。

### 12月
- 12月8日 - タンザニアでマグニチュード(Mw)5.9の地震。死者1人。
- 12月13日-14日 - （予定）年間三大流星群のひとつ「ふたご座流星群」を観測 [37]。
- 12月中旬後半-下旬はじめ - この冬初めてとなる全国的な寒波が到来。東北と東日本の日本海側では平成18年豪雪以来12月としては4年ぶりの大雪となった。山形県鶴岡市櫛引では積雪が100cmを記録し12月の最高記録を更新した。
- 12月20日 - マラウイでマグニチュード(Mw)6.0の地震。死者3人。